# 마란하오붉은손고함원숭이
마란하오붉은손고함원숭이(Alouatta ululata)는 신세계원숭이에 속하는 고함원숭이의 일종이다. 현재, 멸종위기에 처해 있다. 브라질이 원산지다. 이전에는 붉은손고함원숭이의 아종의 하나로 간주하였다.